# St. Georg (Ottering)

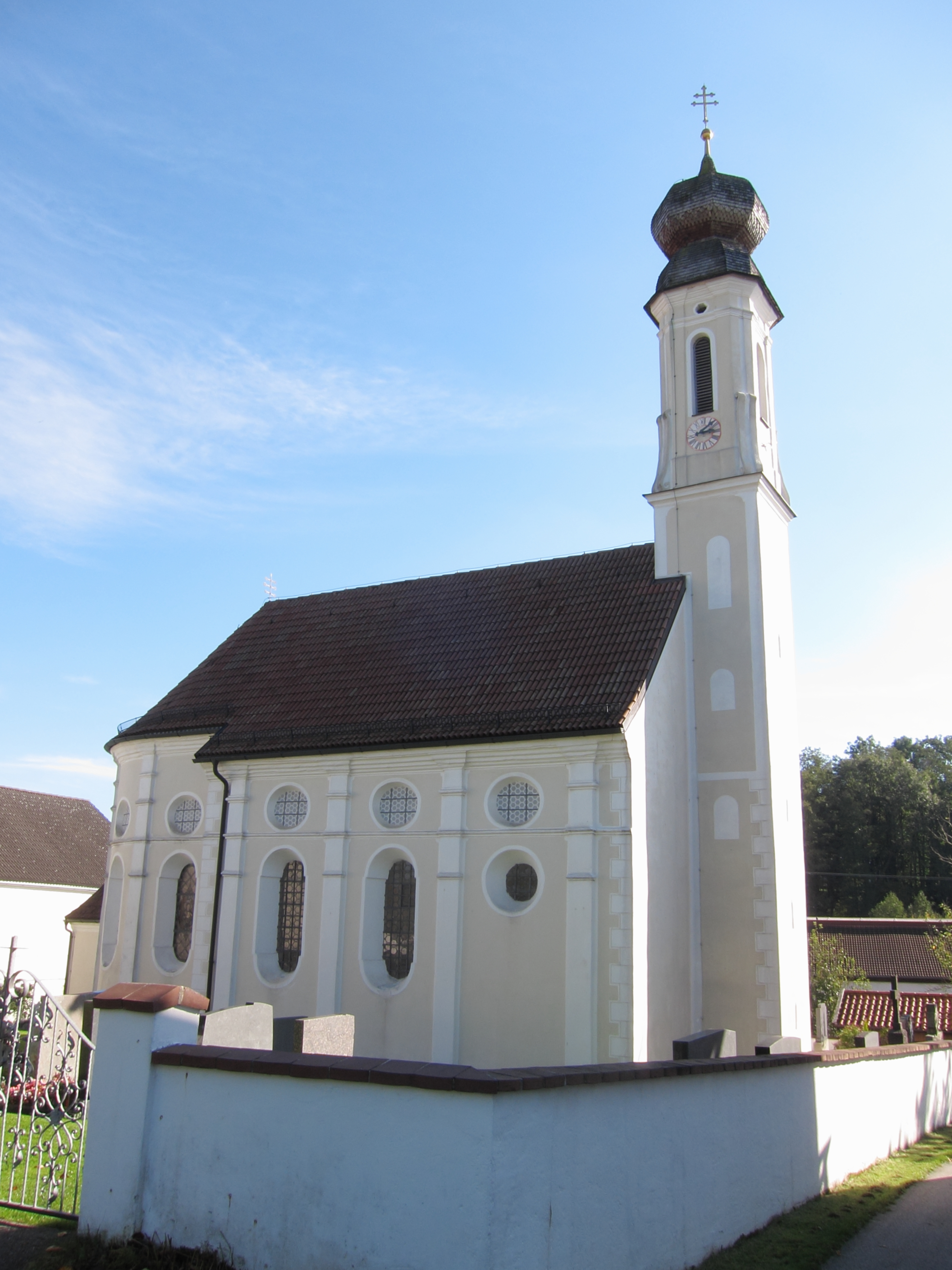
St. Georg in Ottering

Die römisch-katholische Filialkirche St. Georg steht in Ottering, einem Gemeindeteil von Inning am Holz im oberbayerischen Landkreis Erding. Die Kirche steht unter Denkmalschutz und ist in der Liste der Baudenkmäler in Inning am Holz unter der Nr. D-1-77-122-7 eingetragen. Sie gehört zum Dekanat Erding im Erzbistum München und Freising.

## Beschreibung
Die barocke Saalkirche wurde 1703 nach einem Entwurf von Anton Kogler erbaut. Sie besteht aus dem Langhaus zu drei Jochen und dem eingezogenen, halbrund geschlossenen Chor im Osten; die Außenwände der Kirche sind mit Pilastern gegliedert. An den Chor wurde südöstlich eine Sakristei angebaut. Der Vorbau an der Südwand des Langhauses enthält das Portal. Der Kirchturm mit Zwiebelhaube im Westen entstand 1760 nach Plänen von Johann Baptist Lethner. Im obersten Geschoss des Turms sind die Turmuhr und ein Glockenstuhl aus Stahl eingebaut.
Das Geläut besteht aus zwei Bronzeglocken, die größere mit einem Durchmesser von 810 mm und einem Gewicht von 300 kg, Ton h’, goss 1984 Rudolf Perner. Der Durchmesser der kleineren beträgt 620 mm, das Gewicht 132 kg, Ton d″. Sie wurde 1953 von Karl Czudnochowsky gegossen. Eine dritte Glocke mit dem Ton fis″ aus dem Jahr 1921 ist gesprungen. Sie ist im Kirchenraum abgestellt.
Der Innenraum ist mit einem Stichkappengewölbe überspannt. Der um 1703 gebaute Hochaltar wird von den Skulpturen der Odilia von Köln und des Apostels Andreas flankiert. Auf dem Altarretabel ist in einem Ölgemälde der heilige Georg dargestellt.